# Джорджина Гарланд
Джорджина Гарланд  (англ. Georgina Harland, 14 квітня 1978) — британська сучасна п'ятиборка, олімпійська медалістка.

## Виступи на Олімпіадах
| Олімпіада  | Дисципліна | Місце |
| ---------- | ---------- | ----- |
| Афіни 2004 | особисті   | 3     |